# Kylie Babbington
Kylie Jane Babbington (Havering, Londres, Inglaterra) es una actriz británica, conocida por haber interpretado a Jodie Gold en la serie EastEnders. 

## Biografía
Es hija de James Babbington y Wendy Wooldridge, y tiene un hermano menor, Joel George Babbington.
Estudió actuación y teatro musical en el "Italia Conti Academy of Theatre Arts".

## Carrera
El 7 de junio de 2010, se unió al elenco principal de la popular serie británica EastEnders, donde interpretó a Jodie Gold hasta el 14 de noviembre de 2011.

## Filmografía
Televisión
| Año         | Título     | Papel      | Notas         |
| ----------- | ---------- | ---------- | ------------- |
| 2010 - 2011 | EastEnders | Jodie Gold | 111 episodios |

Teatro
| Año | Obra        | Personaje | Notas |
| --- | ----------- | --------- | ----- |
| -   | Assassins   | -         | -     |
| -   | Elergies    | -         | -     |
| -   | Essex Girls | -         | -     |
| -   | Odin        | -         | -     |